# L'assassí implacable
L'assassí implacable (títol original en anglès: Get Carter) és una pel·lícula britànica dirigida el 1971 per Mike Hodges. Ha estat doblada al català.

## Argument
Jack Carter és un assassí fred i metòdic treballant al «medi» londinenc. Quan s'assabenta de la mort del seu germà Frank, torna a Newcastle on aquest últim vivia, i on ell mateix ha crescut. De seguida, s'adona que malgrat les aparences aquesta mort no és accidental com ho ha decidit l'informe de la policia.
Porta la seva pròpia investigació, cosa que molesta les activitats de Kinnear i Brumby, dos rivals que controlen diversos tràfics darrere una façana respectable. Carter descobreix que la seva neboda Doreen ha estat enganyada en un vídeo pornogràfic aficionat i que és Margaret, la companya del pare de Doreen, que ha fet el paper de ganxo. Com amenaça de denunciar la implicació dels caps del medi en el rodatge de la pel·lícula, Frank Carter ha estat mort per Pierce, el xofer de Kinnear.
Carter venja el seu germà eliminant les baules, una darrere l'altra, que hagi tingut una part activa o que hagi deixat fer. Quan acaba finalment amb Pierce, és abatut per un assassí a sou, enviat per Kinnear.

## Repartiment
- Michael Caine: Jack Carter
- Ian Hendry: Eric Pierce
- Britt Ekland: Anna
- John Osborne: Cyril Kinnear
- Tony Beckley: Peter
- George Sewell: Con
- Geraldine Moffat: Glenda
- Dorothy White: Margaret
- Rosemarie Dunham: Edna Garfoot, La llogatera
- Petra Markham: Doreen Carter
- Alun Armstrong: Keith, el barman
- Bryan Mosley: Cliff Brumby
- Glynn Edwards: Albert Swift
- Bernard Hepton: « Thorpey » Thorpe
- Terence Rigby: Gerald Fletcher
- John Bindon: Sid Fletcher
- Godfrey Quigley: Eddie
- Kevin Brennan: Harry
- Maxwell Dees: el vicari
- Liz MacKenzie: Mrs. Brumby
- John Hussey: un arquitecte
- Ben Aris: un arquitecte
- Kitty Attwood: la senyora gran

## Al voltant de la pel·lícula
L'any 2000 es va dirigir un remake, amb Sylvester Stallone en el paper de Jack Carter i Michael Caine en el de Cliff Brumby.

## Premis i nominacions
Nominacions
- 1972: BAFTA al millor actor secundari per Ian Hendry